# Masacre de Villas de Salvárcar
La masacre de Villas de Salvárcar fue un crimen cometido por presuntos narcotraficantes contra aproximadamente 60 estudiantes del CBTIS 128, del Colegio de Bachilleres plantel 9 y de la Universidad Autónoma de Ciudad Juárez, el 31 de enero de 2010 en Ciudad Juárez, urbe fronteriza en el norte de México.

## Hechos
Los estudiantes se encontraban reunidos en una vivienda del fraccionamiento Villas de Salvárcar, en Ciudad Juárez, Chihuahua para celebrar una fiesta, cuando fueron sorprendidos por un comando armado de al menos 20 sicarios que descendió de 4 vehículos, ingresaron al sitio y dispararon.  La masacre terminó con un saldo de inicial de 14 personas muertas y 10 más heridas de entre 15 y 20 años. Días después, la cifra incremento a 16 fallecidos, debido a la gravedad de las heridas sufridas en el ataque.
Para ese momento, aproximadamente unas 2.650  murieron en hechos violentos relacionados con el narcotráfico en Ciudad Juárez en 2009. El alcalde de Ciudad Juárez dijo que la masacre fue un acto de violencia al azar por parte de las bandas de narcotraficantes de México porque las víctimas no tenían vínculos aparentes con el crimen organizado.
Apresuradamente, el gobierno mexicano relacionó los hechos con ajustes de cuentas entre bandas rivales de narcomenudistas.  Los familiares de las víctimas de la agresión insistieron en que muchos eran estudiantes y no tenían ningún nexo con el narcotráfico. El Frente Nacional contra la Represión sostuvo que los responsables no son grupos de sicarios sino de paramilitares, escuadrones de la muerte que operan en la ciudad.

## Seguimiento

### Visita de Felipe Calderón a Juárez
Ante la presión social por los hechos de Villas de Salvárcar, Felipe Calderón se trasladó a Ciudad Juárez el 11 de febrero de 2010 para encabezar un acto que se llamó Todos somos Juárez, cuyo propósito fue reunirse con algunos representantes de la sociedad civil para discutir modificaciones a la estrategia de lucha contra el crimen.  En esa ciudad hubo protestas por la presencia de Calderón, que fueron reprimidas por la fuerza de seguridad. Dentro del recinto en el que se llevó a cabo el encuentro había también un importante dispositivo de seguridad. Fuera del programa oficial, Luz María Dávila —madre de dos víctimas de la masacre— pudo hacerse con el micrófono y expresó su opinión al presidente.

Discúlpeme, señor Presidente. Yo no le puedo decir bienvenido, porque para mí no lo es, nadie lo es. Porque aquí hay asesinatos hace dos años y nadie ni  han querido hacer justicia. Juárez está de luto. Les dijeron pandilleros a mis hijos. Es mentira. Uno estaba en la prepa y el otro en la universidad, y no tenían tiempo para andar en la calle. Ellos estudiaban y trabajaban. Y lo que quiero es justicia. Le apuesto que si hubiera sido uno de sus hijos, usted se habría metido hasta debajo de las piedras y hubiera buscado al asesino, pero como no tengo los recursos, no lo puedo buscar.

Los padres de las víctimas colgaron enormes carteles fuera de sus casas acusando a Calderón de no resolver la masacre y diciendo explícitamente que "hasta que se encuentre a los responsables, [él era] el asesino". El gobierno federal de México respondió a la masacre con la implementación del programa "Todos Somos Juárez", que tenía como objetivo mejorar la educación y el desarrollo social, crear empleos y mejorar los beneficios de salud en Ciudad Juárez. Se ha alimentado de 400 millones de dólares para reparar el tejido social de la ciudad. Calderón se ha reunido con jóvenes y representantes del programa federal para discutir y analizar los logros de la ciudad. También reveló una valla publicitaria frente al tráfico en El Paso, Texas que se dirigía a México que dice "No más armas", y criticó a Estados Unidos por no renovar la prohibición de la venta de armas de asalto que expiró en 2004.

### Proceso contra los responsables
Cuatro días después de la masacre, un sospechoso identificado como José Dolores Arroyo Chavarría fue detenido por miembros del ejército, confesó a las autoridades que el Cartel de Juárez había recibido denuncias desde dentro de la organización de que miembros de una organización narcotraficante rival se encontraban en la fiesta la noche en que fueron asesinados los adolescentes. El sospechoso dijo que actuó como vigilante de los 24 hombres armados que perpetraron el asesinato y tenía órdenes de "matar a todos los que estaban dentro". A mediados de 2011, cuatro hombres vinculados a la masacre fueron declarados culpables de los asesinatos y fueron condenados a 240 años cada uno por el estado de Chihuahua.
El 3 de febrero de 2010, Patricia González, procuradora de Chihuahua, reveló que el presunto responsable de la matanza de jóvenes, un hombre apodado «El 12» o «El Rama», murió en un enfrentamiento con el Ejército Mexicano. El presunto autor intelectual de la masacre fue José Antonio Acosta Hernández, «El Diez», que fue agente de la Policía Ministerial del estado de Chihuahua. El 20 de junio de 2011 inició el juicio contra José Dolores Chavarría, Juan Antonio Soto Arias, Heriberto Martínez, Alfredo Fabio Hernández Lozano e Israel Arzate Meléndez, todos señalados como responsables del asesinato de 17 jóvenes en la fiesta de Villas de Salvárcar, siendo los primeros cuatro sentenciados a 240 años de prisión.  El último de los señalados fue amparado porque firmó su declaración bajo tortura cuando fue aprehendido. Uno más de los responsables murió en un enfrentamiento contra elementos del Ejército Mexicano.
El 29 de julio de 2011 es detenido José Antonio Acosta Hernández, El Diego o El Blablazo, el cual según investigaciones realizadas por autoridades es el autor intelectual de la masacre.
En 2012, las autoridades mexicanas confirmaron posteriormente que la masacre fue ordenada por José Antonio Acosta Hernández alías El Diego, un ex barón de la droga de La Línea que ahora se encuentra preso. Un líder de una pandilla de Barrio Azteca también admitió haber ordenado la masacre porque pensó que había pandilleros rivales allí. El 6 de noviembre de 2013, la Primera Sala de la Suprema Corte de Justicia de la Nación, otorgó un amparo liso y llano a Arzate Meléndez, y ordenó su inmediata liberación, luego de aceptar como válidas las pruebas de que su confesión fue obtenida bajo tortura por parte del Ejército.
A pesar de los arrestos, muchos de los miembros de la familia estaban descontentos con los esfuerzos del gobierno mexicano y dijeron que planeaban abandonar México y buscar un refugio seguro en Texas para proteger a sus hijos. "Nunca pensé mucho en Estados Unidos", dijo uno de los familiares, "pero México nos ha abandonado, nos ha traicionado".